# Makedonsko Sonce
Makedonsko Sonce (kyrillisch Македонско Сонцеⓘ) war ein bis Mai 2021 zunächst wöchentlich, später monatlich erscheinendes Nachrichtenmagazin aus Nordmazedonien. Der Name bedeutet Mazedonische Sonne und bezieht sich auf den auch Sonne von Vergina genannten Stern von Vergina, der sich auch im Logo der Zeitschrift wiederfindet. Gegründet wurde das Magazin von Gjorgija „George“ Atanasoski und die erste Ausgabe erschien am 24. Juni 1994. Die als nationalistisch eingestufte Zeitschrift beschreibt ihre politische Ausrichtung als Bekräftigung „der Werte des mazedonischen Volkes, und zwar nicht nur auf nordmazedonischem Territorium, sondern auch in anderen Teilen des ethnischen Mazedonien.“

## Referenzen und Fußnoten
1. ↑  Makedonsko Sonce. issuu.com, 31. Mai 2021, abgerufen am 5. Oktober 2024 (Es werden Ausgaben bis zu Nr. 860 vom 31.5.2021 angezeigt; Hinweise auf die Existenz neuerer Ausgaben (speziell mit Nummer 861) ließen sich am 5. Oktober 2024 weder auf der Homepage des Magazins (die noch existiert, deren https-Zertifikat jedoch abgelaufen zu sein scheint) noch sonstwo über Google-Suche finden).
2. ↑  Beschreibung in der Mediendatenbank von Mondo Times (Seite nicht mehr abrufbar. Suche in Webarchiven) (englisch)
3. ↑  Christian Voss: Irredentismus als historischer Selbstentwurf : Wissenschaftsdiskurs und Staatssymbolik in der Republik Makedonien. In: Staatssymbolik und Geschichtskultur (= Osteuropa). 53. Jahrgang, Nr. 7, 2003, Der Stern von Vergina und die makedonische Diaspora, S. 954.
4. ↑  Geschichte der Publikation auf der offiziellen Internetpräsenz (Stand 2008) (Memento vom 14. Mai 2008 im Internet Archive) (mazedonisch und englisch)